# Самии, Маджид
Маджид Самии (перс. مجید سمیعی‎) родился 19 июня 1937 года в Тегеране в семье известного иранского врача-нейрохирурга Самии. В настоящее время он возглавляет частную клинику неврологии и нейрохирургии Ганновера в Германии, которую сам же и основал. Он проводил важные исследования в области опухолей головного мозга, хирургического восстановления и реконструкции периферической нервной системы, более того, он проделал наибольшее количество операций на опухоль, называемую акустической невриномой.

## Ранние годы жизни и образование
Маджид Самии родился в Тегеране, после его семья переехала в Решт и поселилась в районе Бахар-эль-улума, там он получил начальное образование, а среднюю школу окончил в Шахпуре. Далее он отправился в Германию.
В Европе он окончил Майнцский университет имени Иоганна Гутенберга в области биологии и медицины, а затем начал свое обучение в направлении нейрохирургии под руководством Курта Шормана, в 1970 году получил специальность в этой области.
Он начал свою научную карьеру с помощника профессора и заместителя начальника нейрохирургической клиники. Спустя несколько лет стал заведующим кафедрой детской нейрохирургии. В 1977 он был назначен главврачом клиники неврологии и нейрохирургии в Ганновере, в том же году ему была передана кафедра нейрохирургии в Лейденском университете в Нидерландах. В 1987 году Майнцский университет предложил ему кафедру нейрохирургии. В 1988 году он начал работать на кафедре нейрохирургии Ганноверского университета. С 1988 по 1992 год Самии стал президентом Международной ассоциации нейрохирургов и 1992 году избирался в Президиум Международной федерации сообществ нейрохирургов.

## Награды
- В 1988 году президент Западной Германии наградил его дипломом I степени от правительства Германии. В том же году Маджиду Самии была присуждена стипендия им. Нидерзаксена за его ценный вклад в развитие нейрохирургии.
- Золотая медаль «За заслуги» (2016, Сербия)[4].
- 2017 — Золотая медаль имени Н. И. Пирогова — за работы фундаментального характера в области нейроонкологии, реконструктивной нейрохирургии и микронейрохирургии с использованием современного высокотехнологического комплекса навигационных и мониторинговых методик[5]

## Премия имени Лейбница
Клуб репортеров Ганновера присудили премию имени Лейбница Маджиду Самии в 2013 году для Африканского проекта. Самии планирует привлечь в Германию 100 африканских хирургов для обучения, чтобы по возвращении домой они воспитывали следующее поколение хирургов в Африке.

«Эта награда была присуждена не мне, а континенту с населением в почти миллиард человек», — сказал Самии на церемонии награждения. Также он сообщил, что эта награда стоит того, чтобы помочь континенту, население которого лишено качественных медицинских услуг. По словам Самии, смертность в Африке от травм головного мозга в три раза больше, чем от СПИДа.

## Премия «Лучший нейрохирург 2013 года»
Всемирная федерация нейрохирургических обществ 2013 году представила Маджида Самии в качестве лучшего нейрохирурга. Глава этой федерации написал в одной из статей специального раздела по нейрохирургии в журнале «Мир нейрохирургии»: «Никто не может сравниться в современной нейрохирургии с Маджидом Самии в его опыте и навыках преподавания, управленческих достижениях и глобальном мышлении. Он полностью заслуживает звание нейрохирурга 2013 года».

## Премия «Нейрохирург 2014 года»
В 2014 году Маджид Самии получил награду в качестве лучшего нейрохирурга от Международной академии нейрохирургии. Эта награда ежегодно присуждается Международной академией нейрохирургов одному из врачей в этой области.

## Золотой ключ Решта
В сентябре 2014 года муниципалитет Решта наградил Самии первым золотым ключом на официальной церемонии.

## Почетный доктор
2 октября 2011 года Самии получил почетное звание профессора Тегеранского университета.